# Kell-Cellano-System
Das Kell-System (auch Kell-Cellano-System) ist eines der 43 Blutgruppensysteme, die die International Society of Blood Transfusion führt. Es sind 34 Antigene in diesem System zusammengefasst, wobei die antithetischen Antigene K (KEL1, Kell) und k (KEL2, Cellano) die wichtigsten sind. Weitere Antigene im Kell-Cellano-System sind Penney (K3, Kpa), Rautenberg (K4, Kpb), Sutter (K5, Jsa) und Matthews (K6, Jsb).
Das Kell-System stellt aufgrund seiner klinischen Relevanz nebst dem AB0-System und dem Rhesus-System das drittwichtigste Blutgruppensystem dar. Bei Blutspendern in Deutschland und Österreich wird regelmäßig auf das Kell-Antigen KEL1 getestet.

## Kell- und Cellano-Antigene
Die beiden wichtigsten Antigene des Kell-Systems sind die antithetischen Antigene K (KEL1, auch Kell genannt) und k (KEL2, auch Cellano genannt). Etwa 92 % der Menschen sind (Kell-)K-negativ (kk). Insbesondere K-negative Mädchen und Frauen im gebärfähigen Alter sollten nur K-negatives Blut erhalten. 7,8 % sind heterozygot K-positiv (Kk) und können Blut mit positivem und negativem K-Antigen erhalten. Nur 0,2 % der Menschen sind homozygot K-positiv (KK). (Cellano-) k-negatives Blut (also (Kell-) K-positives Blut) ist daher selten, Patienten mit einem Anti-k können nicht immer problemlos versorgt werden.
Die Entdeckung des Kell-Cellano-Systems basiert auf Beobachtungen nach dem Weltkrieg, als die Bedeutung der Rhesus-Inkompatibilität für die Schwangerschaft schon gut verstanden wurde und mit der Verbreitung des Coombs-Tests vermieden werden konnte. Unerwartet kam es jedoch zu Fällen eines Neugeborenenikterus, die untersucht wurden – im Fall von Kell durch Robin Coombs selbst. Dieser beschrieb den neuen Antikörper 1945 zusammen mit Arthur Ernest Mourant und Robert Russell Race. 1946 wurde er dann nach der Schwangeren Kellacher (eigentlich Kelleher) als Kell-Faktor benannt. Bis 1950 hatten Race und Sanger schon 17 Proben von Anti-K untersucht. Man hatte zu der Zeit auch schon die seltene Cellano-Variante entdeckt, die 1949 von Lavine beschrieben wurde, und nach der Schwangeren Cellano (eigentlich Nocella) benannt wurde. In den folgenden Jahren fand man weitere Varianten, die man jeweils nach den Patientinnen benannte (Penney, Rautenberg, Sutter, Matthews) und die zusammen mit Knull zur Formulierung des Kell-Cellano-Systems 1957 führten.
Das Kell-Antigen ist ein auf den Erythrozytenmembranen lokalisiertes 732 Aminosäuren umfassendes Typ-II-Membranglykoprotein, das als zinkabhängige Endopeptidasen (Metalloproteine) für die enzymatische Spaltung von Endothelin 3 verantwortlich ist.
Bei der Blutgruppenbestimmung wird auf das K-Antigen getestet, der Genotyp zu K-negativ (kk) wird dann als „Kell negativ“ ausgewiesen, die beiden K-positiven Genotypen (Kk und KK) werden unter der Bezeichnung „Kell positiv“ zusammengefasst.
Die Antigene sind klinisch relevant, da Personen ohne das entsprechende Antigen durch Kontakt (Transfusion oder Schwangerschaft) immunisiert werden können, wobei die entstehenden Antikörper zu hämolytischen Transfusionsreaktionen bzw. Morbus haemolyticus neonatorum führen können.
Die bisher insgesamt 34 beschriebenen Antigene des Kell-Systems beruhen auf Mutationen im KEL-Gen auf Chromosom 7. Dieses Gen codiert für ein Enzym, das in die Zellmembran von Erythrozyten inkorporiert wird. Die unterschiedlichen Varianten unterscheiden sich meist nur durch Punktmutationen. Der Blutgruppenphänotyp bei Abwesenheit des Kell-Proteins wird als Knull beschrieben.
| Blutgruppen- merkmal      | Häufigkeit  | Häufigkeit | Häufigkeit |
| Blutgruppen- merkmal      | Deutschland | Österreich | weltweit   |
| ------------------------- | ----------- | ---------- | ---------- |
| Kell negativ (kk)         | 91 %        | 91 %       | 92 %       |
| Kell positiv (KK oder Kk) | 9 %         | 9 %        | 8 %        |

## McLeod-Syndrom undXK-Gen
Das Glykoprotein des Kell-Gens steht im Organismus in engem Zusammenhang mit dem Membranprotein des XK-Gens, die über eine Disulfidbrücke verbunden sind. Einschränkungen des Membranproteins führen zur Verringerung von Kell-Proteinen auf den roten Blutkörperchen.
Das seltene McLeod-Syndrom (Kxnull-Phänotyp) basiert auf einer Mutation des XK-Gens auf dem X-Chromosom, das zu einer fehlenden Expression dieses Gens und damit Fehlen des XK-Proteins führt. Das Syndrom manifestiert sich unter anderem mit Akanthozytose, Anämie und neuromuskulären Erkrankungen (beispielsweise Chorea). Das Fehlen des XK-Proteins führt auch zu einer deutlich abgeschwächten Expression der Kell-Antigene (siehe oben).
Im Gegensatz dazu führt die Abwesenheit des Kell-Proteins (Knull) nicht zu einem Fehlen des XK-Proteins und einem McLeod-Syndrom. Eine Mitwirkung des Membranproteins XK an Transportkanälen in den Zellmembran ist nicht geklärt, es tritt jedoch auch an anderen Zelltypen in Erscheinung. Zum XK-Protein wird auch ein Kx-Antikörper gebildet, daher ist es als eigenständige Blutgruppe beschrieben.

## Bedeutung in der Schwangerschaft
Das Kell-Antigen folgt dem Rhesus-Antigen hinsichtlich seiner immunogenen Wirkungsstärke und kann zu tödlichen Transfusionszwischenfällen führen. Der Antikörpersuchtest bei Schwangeren beinhaltet neben der Feststellung von Rhesus-Antikörpern auch den Nachweis von Kell-Antikörpern. Die Wirkung einer Kell-Inkompatibilität zwischen Mutter (Kell-negativ mit Antikörpern nach Sensibilisierung) und Kind (Kell-positiv) ähnelt der Rhesus-Inkompatibilität, tritt jedoch seltener in Erscheinung, und kann in schweren Fällen zum Morbus haemolyticus neonatorum führen. Da es keine vorbeugende Therapie nach Art der Anti-D-Prophylaxe gibt, ist eine genaue Beobachtung der Schwangerschaft (Titerbestimmung) erforderlich.
Bei den Kell-Antikörpern handelt es sich meist um IgG-Antikörper.